# 摩訶薩
摩訶薩（まかさつ、サンスクリット：Mahāsattva マハーサットヴァ）は『般若経』に頻出する仏教用語で、必ず菩薩（サンスクリット：Bodhisattva、ボーディサットヴァ）と一緒に菩薩摩訶薩というかたちで使われる。その意味は、菩薩は「覚りを求める衆生」であり、摩訶薩は「偉大な衆生」である。
『般若経』成立以前の、般若経典編纂者たちのいわゆる小乗仏教時代の菩薩という用語は、成道以前の釈迦の称号であったが、『般若経』では『覚りを求める衆生』と意味が拡張され、大乗仏教の立場で覚りを求める意義を強調するために摩訶薩を付加するようになった。
菩薩摩訶薩を端的に表現している部分を鳩摩羅什訳『摩訶般若波羅蜜経』から引用する。